# Oskar Brázda

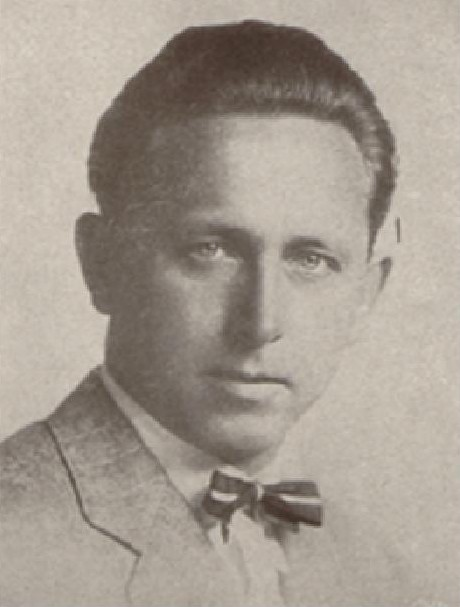
Oskar Brázda (1887–1977)

Oskar Brázda (* 30. September 1887 in Rosice nad Labem bei Pardubice; † 19. Dezember 1977 in Líčkov) war ein tschechischer akademischer Maler und Bildhauer. Er ist insbesondere als Porträtmaler und Maler des Realismus bekannt.

## Leben und Werk
Oskar Brázda studierte an der Akademie der Bildenden Künste in Wien und danach dank eines kaiserlichen Stipendiums in Italien in der Villa Strohl-Fern in Rom. Im Jahre 1915 heiratete er in Rom die schwedische Autorin Amelie Posse. Im Ersten Weltkrieg kämpfte er in der tschecho-slowakischen Widerstandsbewegung. In den Jahren 1915–16 wurde er in Alghero auf Sardinien interniert. Im Jahre 1925 kehrte er auf Grund der veränderten Situation in Italien in die Tschechoslowakei zurück. Im gleichen Jahr zur Zeit der Agrarreform kaufte seine Familie das Schloss Líčkov / Litschkau in der Nähe von Saaz / Žatec in Nordböhmen und Oskar Brázda lebte zusammen mit seiner schwedischen Ehefrau in diesem Schloss. Nach dem Anschluss des Sudetenlandes an das Deutsche Reich übersiedelte er nach Dobříš südlich von Prag. Nach dem Kriegsende kehrte er nach Schloss Litschkau zurück.
Im Jahre 1948 wurde er von den kommunistischen Machthabern enteignet, das Schloss und viele seiner Bilder kamen in Staatsbesitz. Allerdings konnte er weiterhin auf dem Schloss bleiben. Er war bereits geschieden und lebte jetzt mit seiner Muse und Lebensgefährtin Marie Weissová aus dem Dorf Líčkov im Schloss. Später wurde sie seine zweite Frau. Mit ihr verbrachte der Maler den Rest seines Lebens, sie stand nicht nur Modell zu den Bildern des Meisters, sondern sie machte sich auch nach seinem Tod darum verdient, dass das gesamte Werk von Brázda in der Kollektion im Schloss Líčkov erhalten blieb. Im Jahre 1992 erhielt Marie Brázdová das Schloss zurück.